# Bafukhola
Bafukhola – gaun wikas samiti w zachodniej części Nepalu w strefie Rapti w dystrykcie Salyan. Według nepalskiego spisu powszechnego z 2011 roku liczył on 639 gospodarstw domowych i 4079 mieszkańców (2153 kobiety i 1926 mężczyzn).